# Iva Jovic
Iva Jovic (Torrance, 6 de diciembre de 2007) es una tenista estadounidense.

## Carrera

### Debut profesional y primer título
Jovic debutó como profesional en W15 de Los Ángeles en 2022, donde fue subcampeona. En 2023 ganó el W25 de Redding y obtuvo su primer título.

### Debut en Grand Slam
Tuvo su debut en Grand Slam en el US Open 2024, donde fue la jugadora más joven del torneo. Ganó el primer partido de su carrera en el WTA Tour ante Magda Linette, pero perdió en segunda ronda contra Yekaterina Aleksándrova.

### Temporada 2025
Jovic participó en el Australian Open 2025, donde venció a Nuria Párrizas en primera ronda. En la siguiente ronda cayó ante Yelena Rybákina.
Tuvo su primera participación en WTA 1000 en Indian Wells 2025. Llegó hasta segunda ronda del torneo, luego de vencer a Julia Grabher, pero perdió contra Jasmine Paolini.